# Tetragonostylops apthomasi
Tetragonostylops apthomasi è un mammifero estinto appartenente agli astrapoteri. Visse nel Paleocene superiore (circa 58 - 55 milioni di anni fa) e i suoi resti fossili sono stati ritrovati in Sudamerica.

## Descrizione
Questo animale è noto solo per resti incompleti, che includono una mandibola ben conservata e un cranio frammentario, e non è quindi possibile ipotizzarne l'aspetto generale. Si suppone che, come tutti gli astrapoteri, anche Tetragonostylops fosse dotato di un corpo robusto e allungato, e di un cranio lungo e basso. Il cranio di questo animale doveva essere lungo circa 20 centimetri, e si suppone che l'intero corpo fosse lungo circa un metro. La mandibola di Tetragonostylops era forte e dotata di una sinfisi allungata e cilindrica; il condilo mandibolare era piuttosto elevato e il processo coronoide era alto ma non quanto quello dell'affine Trigonostylops. Un'altra differenza rispetto a quest'ultimo genere era data dalla forma dei molari, più squadrati (da qui il nome Tetragonostylops, "tetragono-" significa "quattro angoli") e dalla presenza di un canale infraorbitale (assente in Trigonostylops). I molari erano in ogni caso brachidonti (a corona bassa) come quelli di Trigonostylops, e i canini erano forti e grandi. Era inoltre presente un ampio diastema tra canini e premolari.

## Classificazione
I primi fossili di questo animale vennero scoperti nella zona di Itaboraì in Brasile, e vennero ascritti a una nuova specie del genere Trigonostylops (T. apthomasi) da Carlos de Paula Couto. Successivamente, lo stesso studioso riconobbe fondamentali differenze rispetto alle forme eoceniche di Trigonostylops e quindi istituì un nuovo genere, Tetragonostylops, per la forma paleocenica brasiliana. In ogni caso, nonostante l'antichità sembra che Tetragonostylops fosse più evoluto rispetto al suo parente più conosciuto, e che fosse forse ancestrale ad altri generi di astrapoteri come Albertogaudrya e Scaglia. Tetragonostylops e Trigonostylops sono considerati membri dei Trigonostylopidae, una famiglia probabilmente parafiletica di astrapoteri, comprendente forme via via più derivate. 